# Arundinella hirta
Arundinella hirta är en gräsart som först beskrevs av Carl Peter Thunberg, och fick sitt nu gällande namn av Tyôzaburô Tanaka. Arundinella hirta ingår i släktet Arundinella och familjen gräs. Inga underarter finns listade i Catalogue of Life.

## Bildgalleri

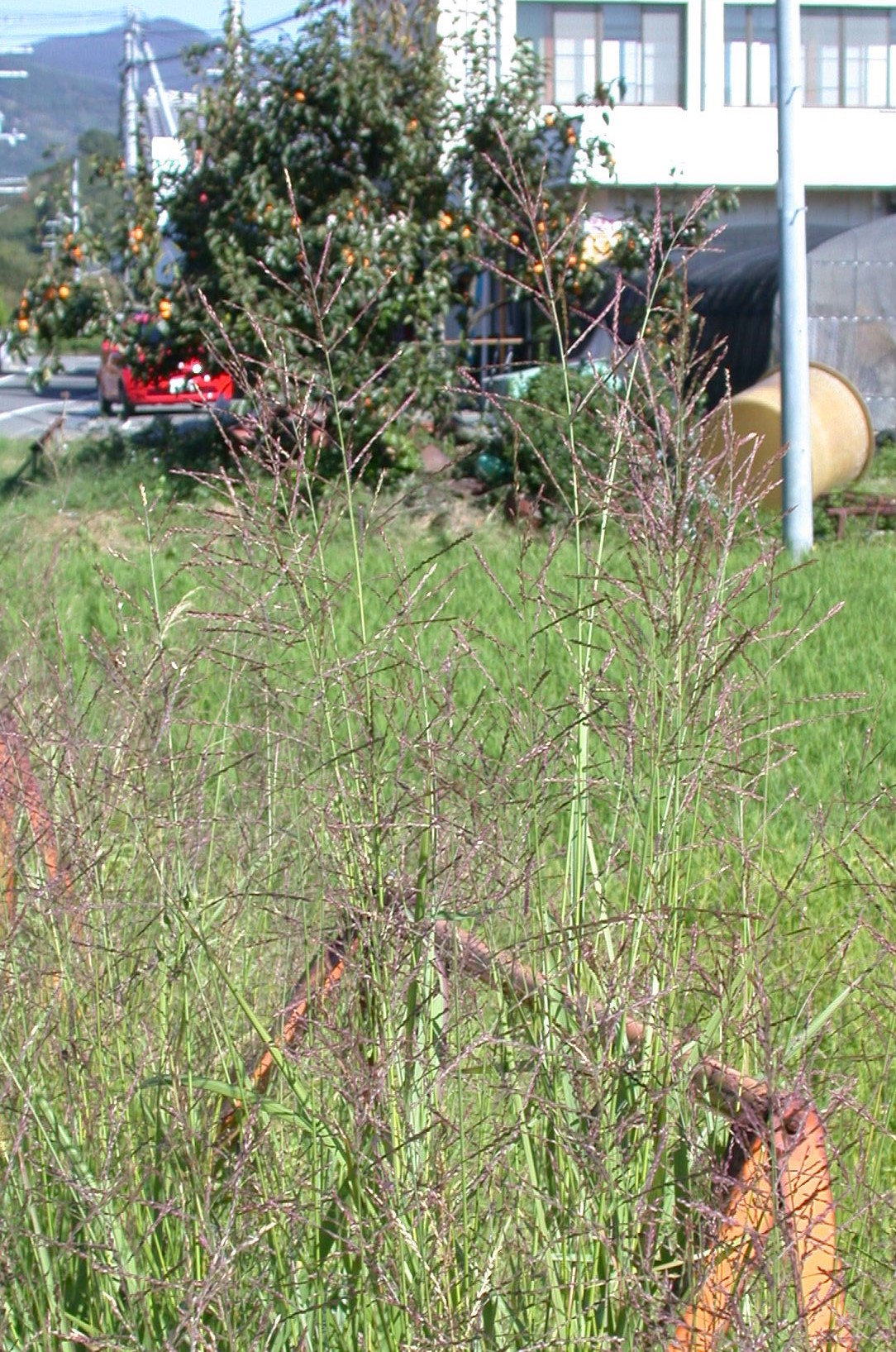
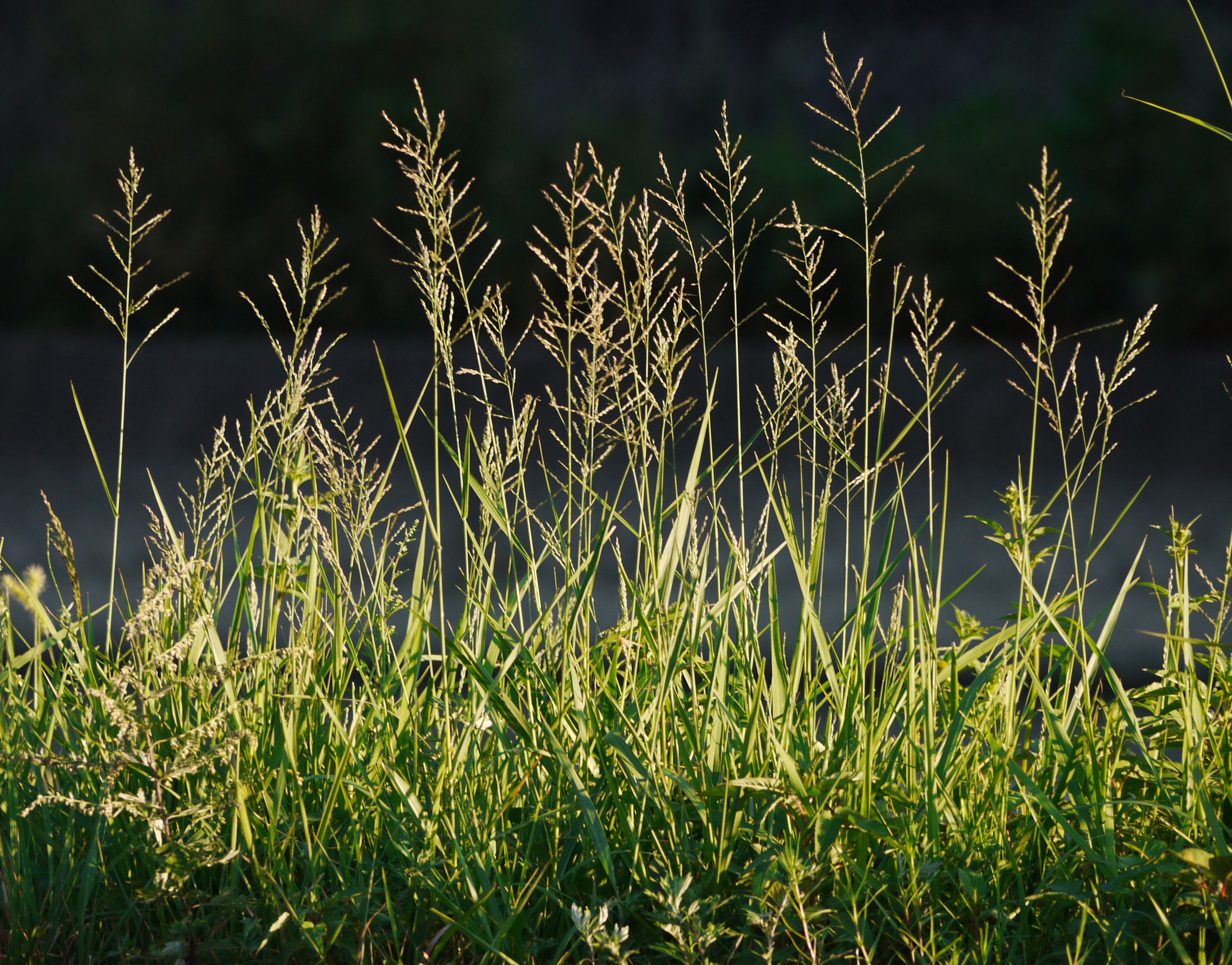